# معاینه فنی خودرو
معاینه فنی خودرو روشی است که در بسیاری از کشورها توسط دولت‌های ملی یا محلی اعمال شده است، که در آن یک وسیله نقلیه برای بازرسی از اطمینان از عدم مطابقت با مقررات حاکم بر ایمنی ، انتشار گازهای آلاینده یا هر دو مورد بازرسی قرار می‌گیرد. معاینه فنی خودرو را می‌توان در زمان‌های مختلف، به عنوان مثال، به صورت دوره‌های زمانی یا هنگام نقل و انتقال مالکیت وسیله نقلیه، انجام داد. اگر معاینه فنی خودرو به صورت بازه زمانی دوره‌ای انجام گردد، غالباً آن را معاینه فنی دوره‌ای وسیله نقلیه موتوری می‌نامند. فواصل زمانی آن معمولاً هر یک یا دو سال خواهد بود. هنگامی که یک وسیله نقلیه در آزمون‌های معاینه فنی تأیید می‌گردد، اغلب یک برچسب (برچسب تأیید بازرسی) برای ساده‌تر کردن کنترل‌های بعدی روی شیشه جلو اتومبیل یا روی پلاک خودرو قرار می‌گیرد، اما در بعضی از کشورها - مانند هلند از سال ۱۹۹۴ - این مورد حذف گردید است. مراکز معاینه فنی خودرو مکان‌هایی هستند که تا ببینند آیا یک وسیله نقلیه مورد تأیید قرا خواهد گرفت یا خیر. اکثر برچسب‌های معاینه فنی نصب شده در ایالات متحده آمریکا ماه و سال بازرسی خودرو را نیز نشان می‌دهند.

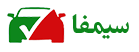
نشان‌واره سامانه یکپارچه معاینه فنی ایران به اختصار سیمفا

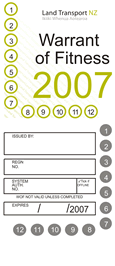
برچسب معاینه فنی خودرو در کشور نیوزیلند

در برخی از حوزه‌های حقوقی مربوط به وسایل نقلیه مانند صدور یا تمدید پلاک خودرو گواهی معاینه فنی الزامی می‌باشد.
در سایر موارد، هنگامی که یک وسیله نقلیه از محل بازرسی عبور می‌کند، یک دستگاه برچسب مغناطیسی به شیشه جلو اتومبیل یا صفحه ثبت نام وصل می‌شود و پلیس می‌تواند با دیدن اینکه آیا وسیله نقلیه دارای این برچسب مغناطیسی می‌باشد یا نه؛ بازرسی خود را بر روی خودروها را اعمال نماید.
این سؤال ایجاد شده است که آیا معاینه فنی وسایل نقلیه راهی مقرون به صرفه برای بهبود ایمنی ترافیک جاده‌ای می‌باشد یا خیر؟ تجزیه و تحلیل تحقیقات در روند بازرسی‌های ایمنی وسایل نقلیه در ایالات متحده باعث ایجاد تردید در مورد اثربخشی این بازرسی‌ها دوره‌ای شده است.

## آفریقا

### نیجریه
در ایالت لاگوس، معاینه فنی وسایل نقلیه از تمامی دارندگان وسیله نقلیه موتوری درخواست می‌گردد. معاینه فنی خودرو با استفاده از تجهیزات کامپیوتری، میزان انتشار گازهای آلاینده، آزمایش چراغ‌های جلو مبتنی بر دستگاه خودکار، تعلیق، توزین، ترمز و بازرسی زیر خودرو را شامل می‌گردد. در صورت وجود نقض در گزارش نتایج آزمون خودروی مردود شده می‌تواند تا سی روز نواقص اعلام شده را رفع نمایید. وسایل نقلیه شخصی موظف‌اند قبل از صدور تاییدیه تردد توسط یک کارشناس معاینه فنی وسایل نقلیه موتوری تحت بازرسی سالانه قرار بگیرند. با این حال، وسایل نقلیه باری و مسافری موظفند دو بار در سال تحت معاینه فنی دوره‌ای قرار گیرند.
وسیله نقلیه‌ای که از تاییدیه معاینه فنی دریافت می‌نمایید واجد شرایط دریافت گواهی تردد جاده‌ای می‌شود و برچسب آن به شیشه جلو خودرو نصب می‌شود. این موارد تماماً توسط مأموران مرکز معاینه فنی انجام می‌شود.
سایر ایالات که بازرسی وسیله نقلیه رایانه‌ای را پذیرفته‌اند شامل موارد زیر هستند: مینا، آنامبرا ابوجا.

### آفریقای جنوبی
اعتبار گواهی معاینه فنی وسیله نقلیه جاده‌ای تا زمان تغییر مالکیت قابل قبول خواهد بود.
مورد نیاز است که خریدار وسیله نقلیه برای ثبت نام تغییر مالکیت اقدام نمایید.
مالک جدید وسیله نقلیه باید به منظور دریافت مجوز جدید (دیسک) در یک مرکز تاییدیه جاده ای (CoR) حضور یابد. شماره پلاک جدید نیز در آن زمان صادر می‌گردد.
اگر وسیله نقلیه موتوری برای حمل و نقل عمومی استفاده می‌شود یا وسیله نقلیه سنگین است (به استثنای اتوبوس)،
بایستی هر سال برای شایستگی تردد در جاده آزمایش شده باشد. یک اتوبوس نیز باید هر شش ماه برای شایستگی تردد در جاده‌ها آزمایش گردد.

## آمریکا

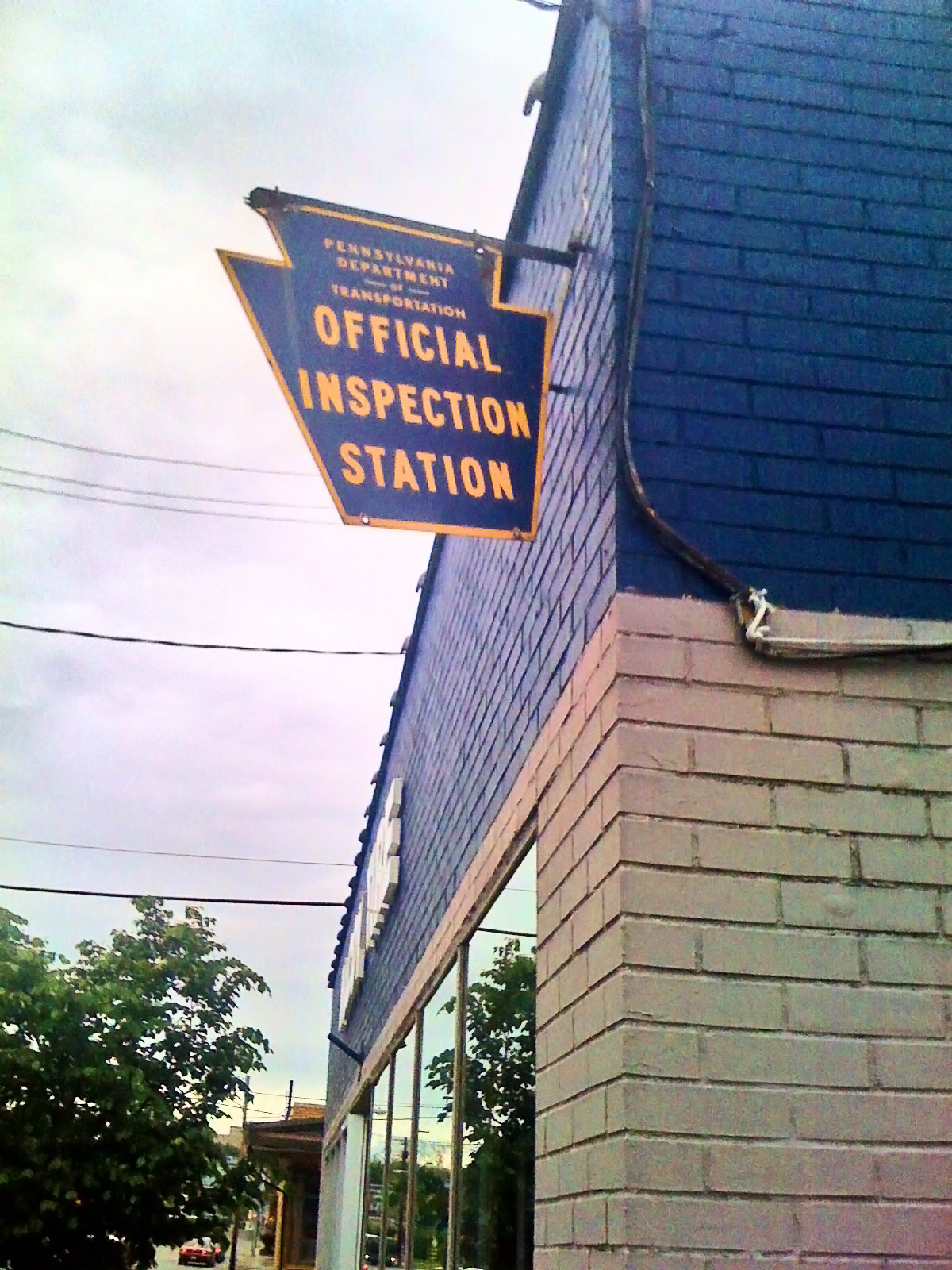
مرکز معاینه خودرو در نیو کسل، پنسیلوانیا.

### برزیل
در حال حاضر هیچ الزامی برای معاینه فنی وسایل نقلیه در برزیل وجود ندارد. قطعنامه جدید شورای ملی حمل و نقل (CONTRAN) بازرسی‌های اجباری وسایل نقلیه در این کشور را تا پایان سال ۲۰۱۹ اجرا خواهد کرد.

### کانادا
مقررات آزمایش ایمنی در کانادا در ده ایالت مختلف متفاوت است و برنامه‌های آزمایش سالانه انتشار گازهای آلاینده تنها در جنوب انتاریو (Drive Clean Ontario) الزامی است. AirCare (برنامه تولید گازهای گلخانه‌ای) در بریتیش کلمبیا از سال ۲۰۱۵ لغو شده است.
در مانیتوبا، انتاریو، نیوفاندلند و لابرادور، فقط با خرید یک ماشین (جدید یا استفاده شده)، قبل از اینکه ثبت شود باید یک بررسی ایمنی معتبر انجام شود.
نمایندگی‌ها خودرو موظف هستند گواهی ایمنی جدیدی را به خریدار ارائه دهند، در حالی که فروشندگان خصوصی نیستند.
(اگر یک فروشنده خصوصی اینگونه تصمیم بگیرد، ممکن است هزینه آن را بپردازد و گواهی ایمنی جدیدی را صادر کند تا جذابیت بیشتری برای خریدار داشته باشد).